# Houtboorders
De houtboorders (Cossidae) zijn een familie van vlinders uit de superfamilie Cossoidea.
De meeste houtboorders zijn grote nachtactieve vlinders. Overdag zitten ze op een grashalm of stam. Ze leggen hun eieren tussen twijgen.
De jonge rupsen eten eerst de bast, oudere larven eten ook hout of merg. Omdat uit dit soort voedsel niet zoveel energie gehaald wordt, hebben de larven tot drie jaar groeitijd nodig. De hieropvolgende verpopping kan in de uitgegeten gangen in het hout of buiten plaatsvinden.
Sommige soorten richten door hun eetgewoonte grote schade aan bijvoorbeeld vruchtbomen aan. De larven van een aantal in Australië inheemse soorten worden door de oorspronkelijke bevolking als lekkernij beschouwd.

## Onderfamilies
- Catoptinae Yakovlev, 2009
- Chilecomadiinae Schoorl, 1990
- Cossinae Leach, 1815
- Hypoptinae Neumoegen & Dyar, 1894
- Mehariinae Yakovlev, 2011
- Politzariellinae Yakovlev, 2011
- Stygiinae Yakovlev, 2011
- Zeuzerinae Boisduval, 1828

Volgens sommige auteurs behoort ook de Cossulinae nog tot deze familie. Andere auteurs beschouwen de Cossulinae als een onderfamilie van de Dudgeoneidae.

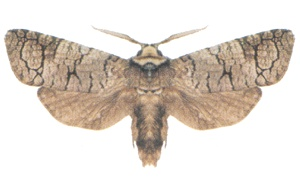
Zyganisus caliginosus
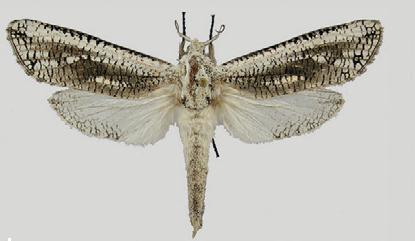
Azygophleps larseni
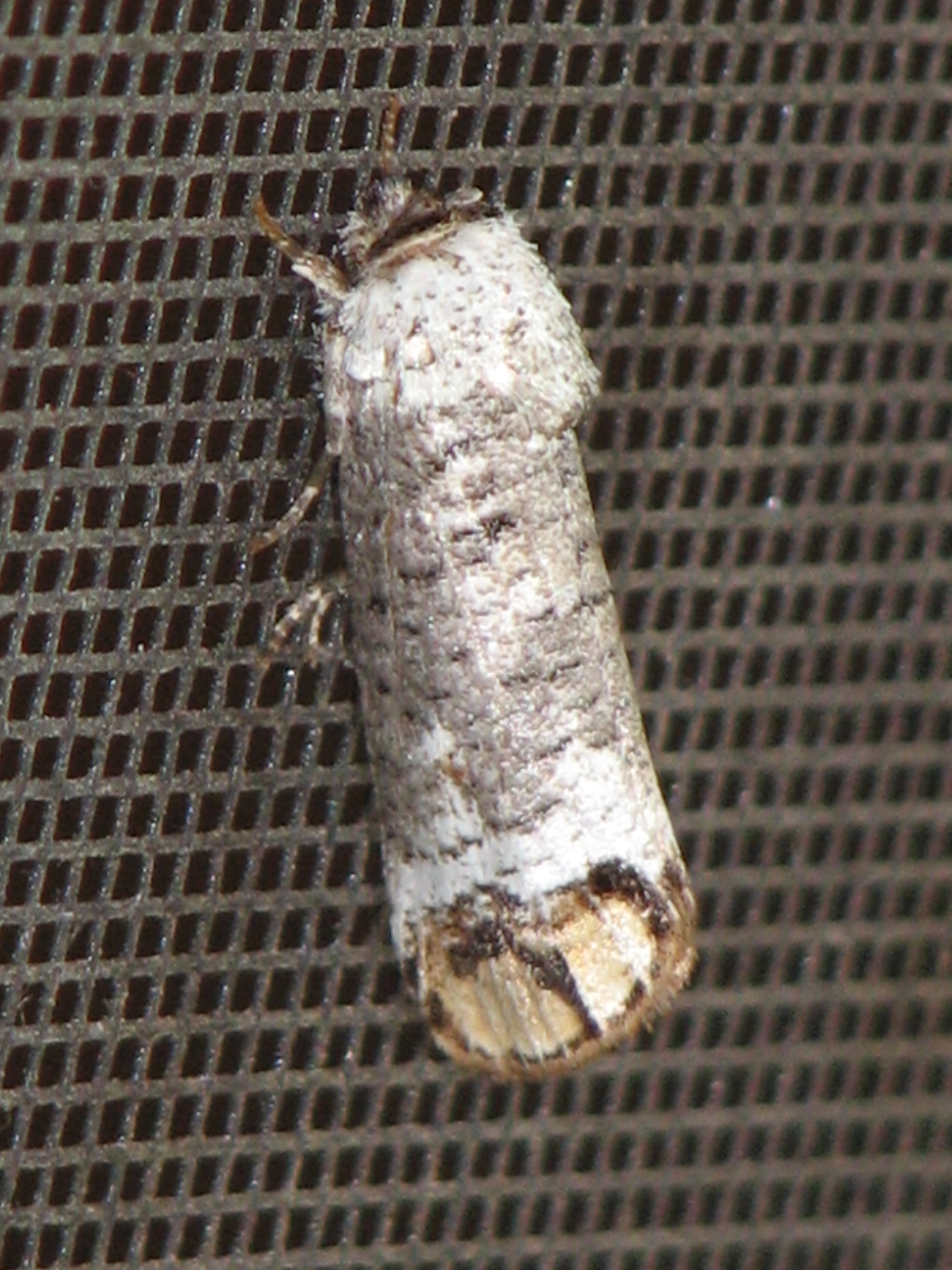
Cossula magnifica
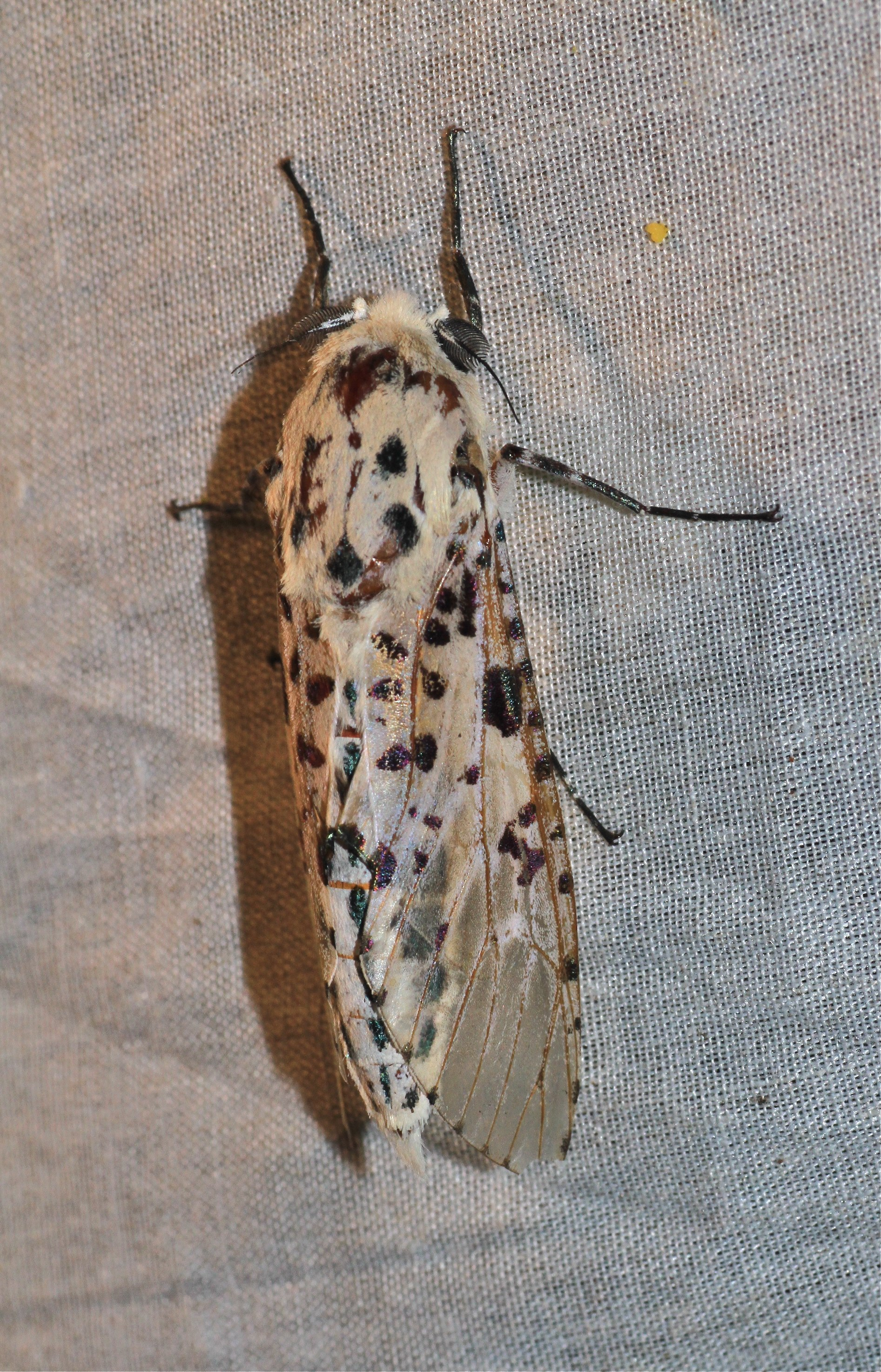
Zeurrora indica
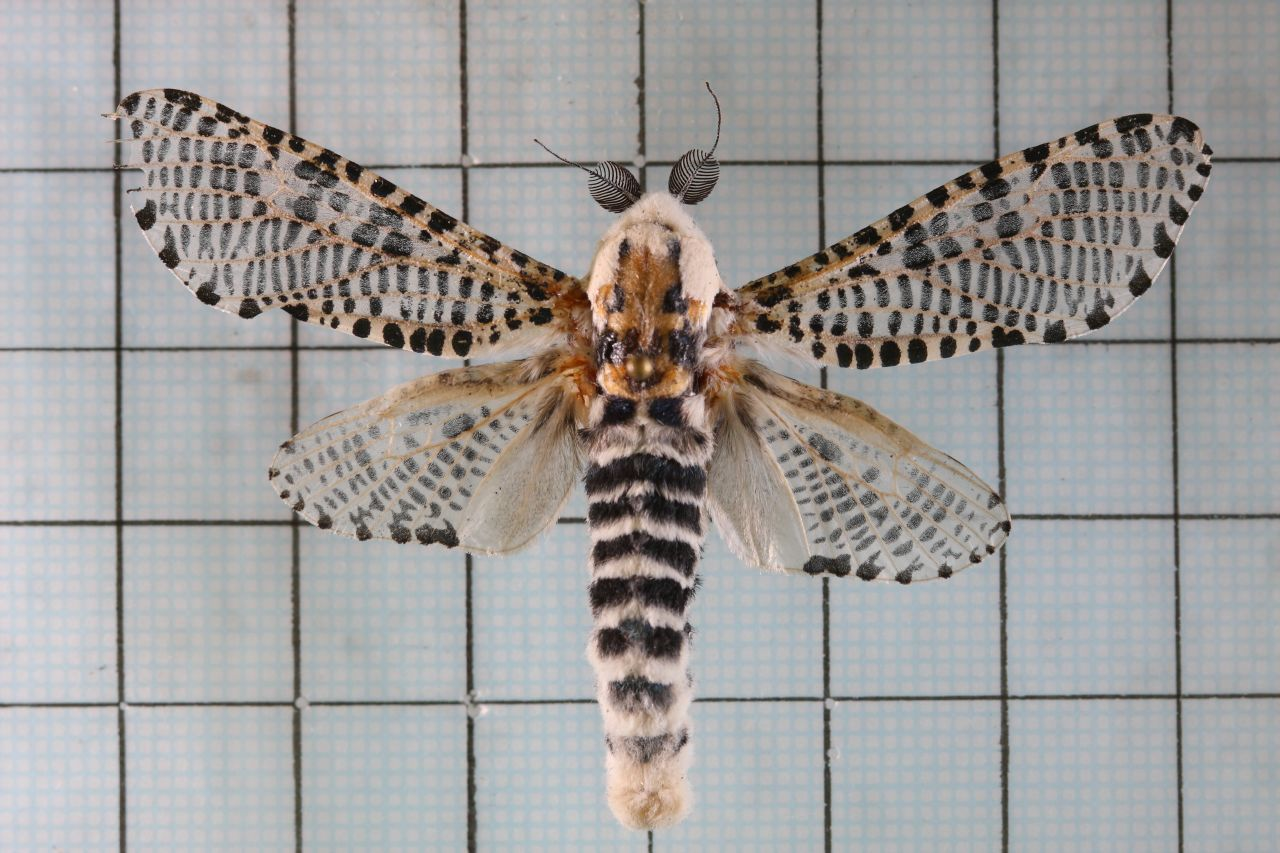
Zeuzera multistrigata
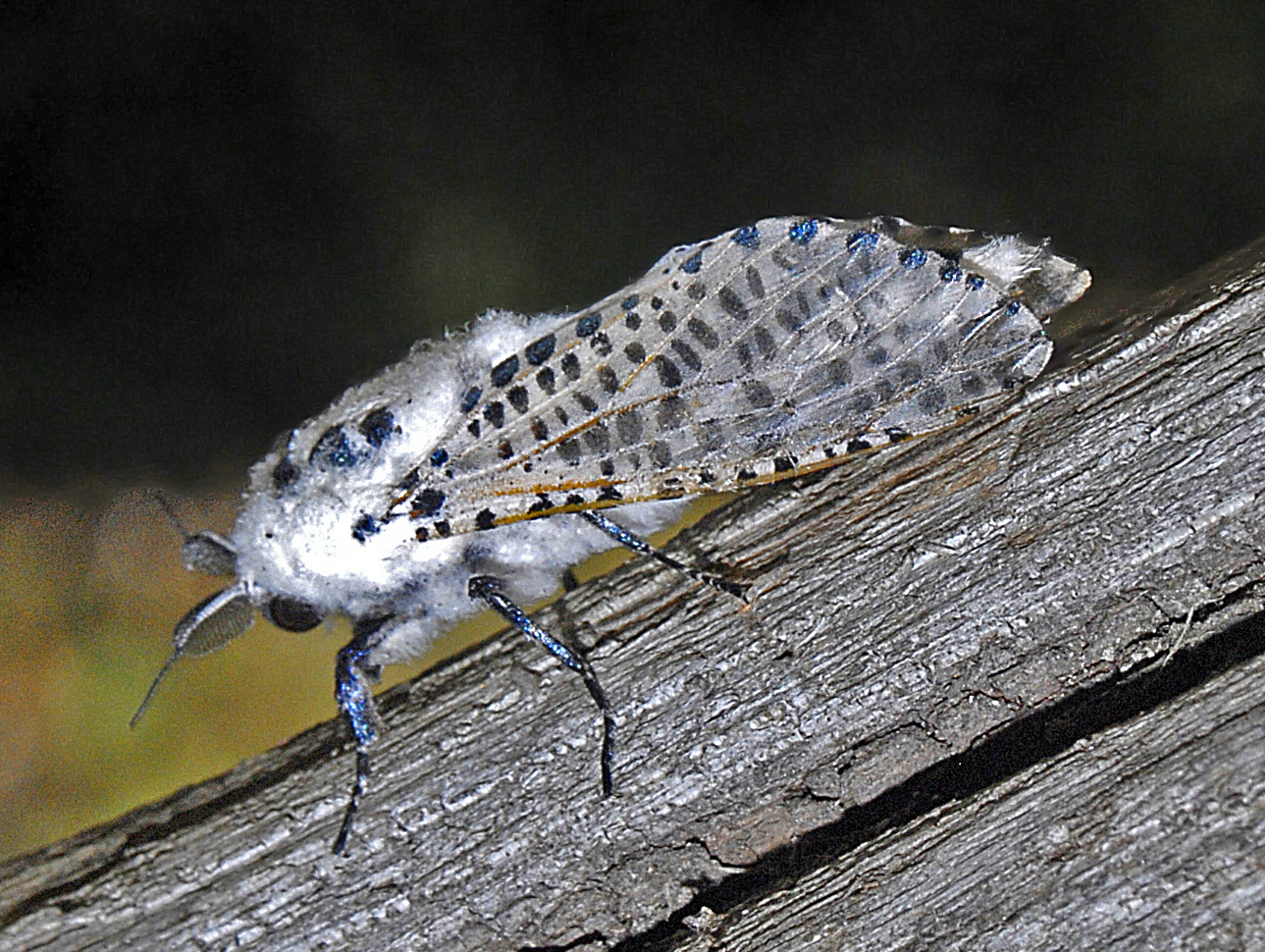
Zeuzera pyrina Gestippelde houtvlinder
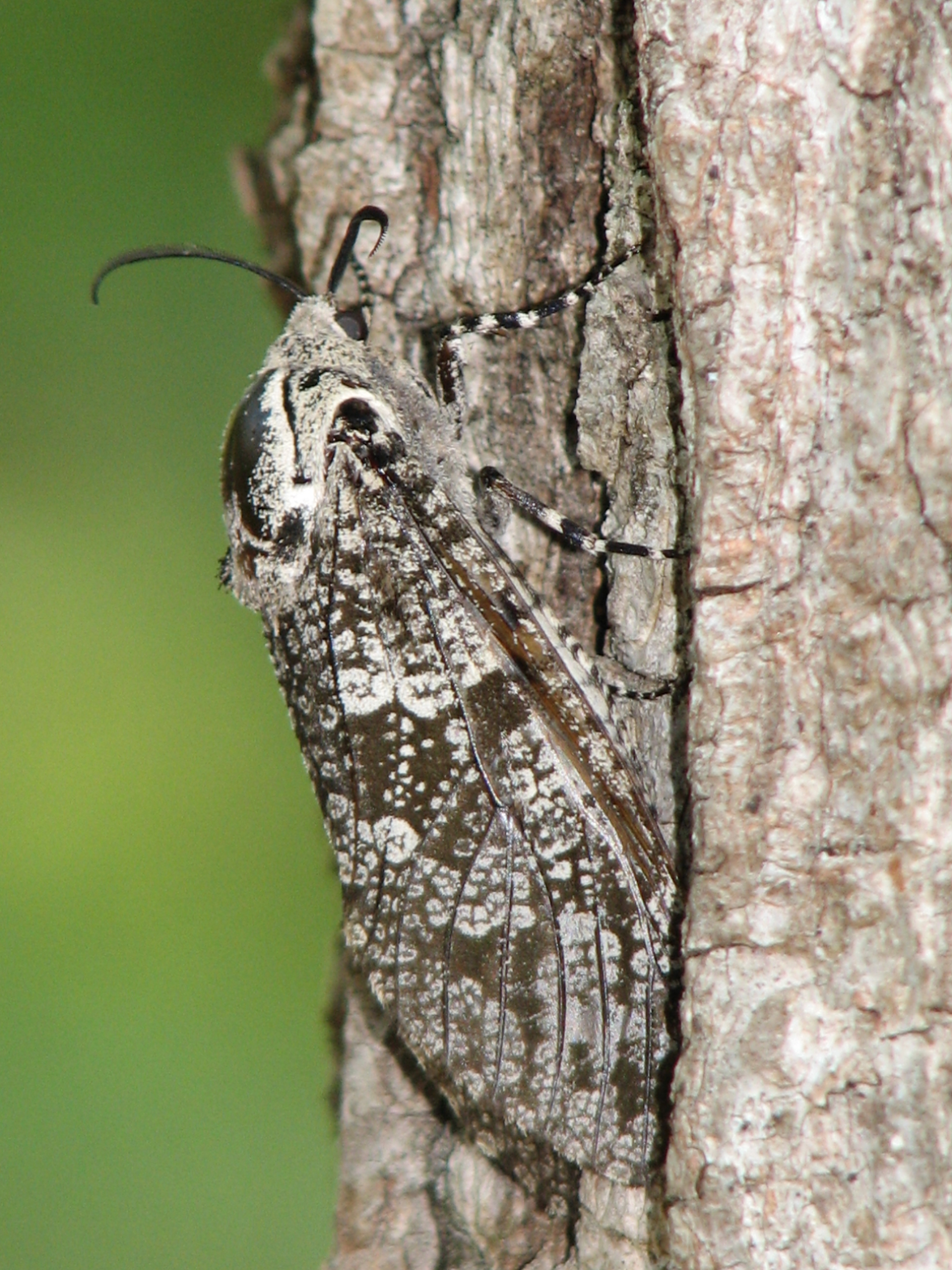
Prionoxystus robiniae
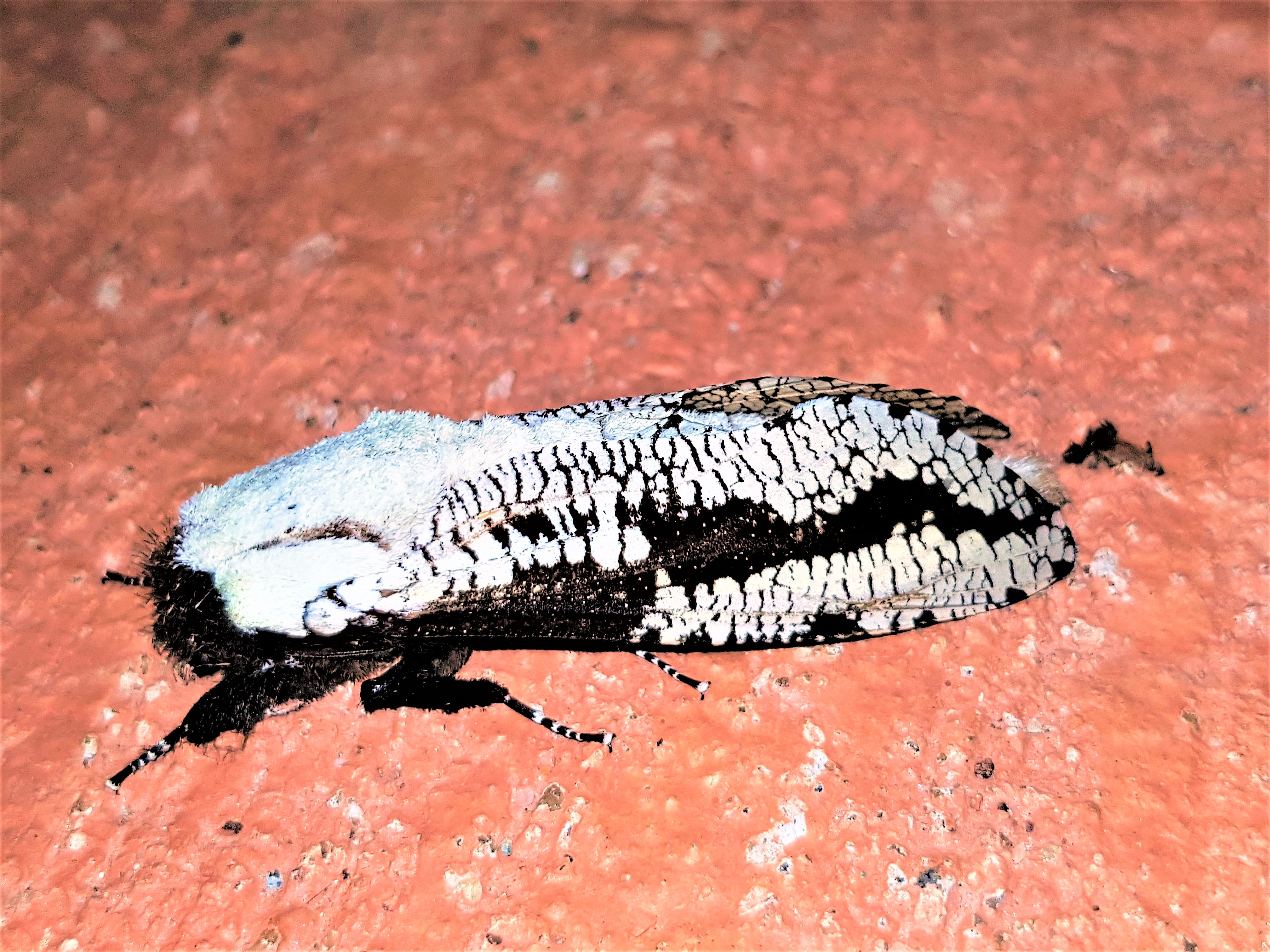
Morpheis pyracmon
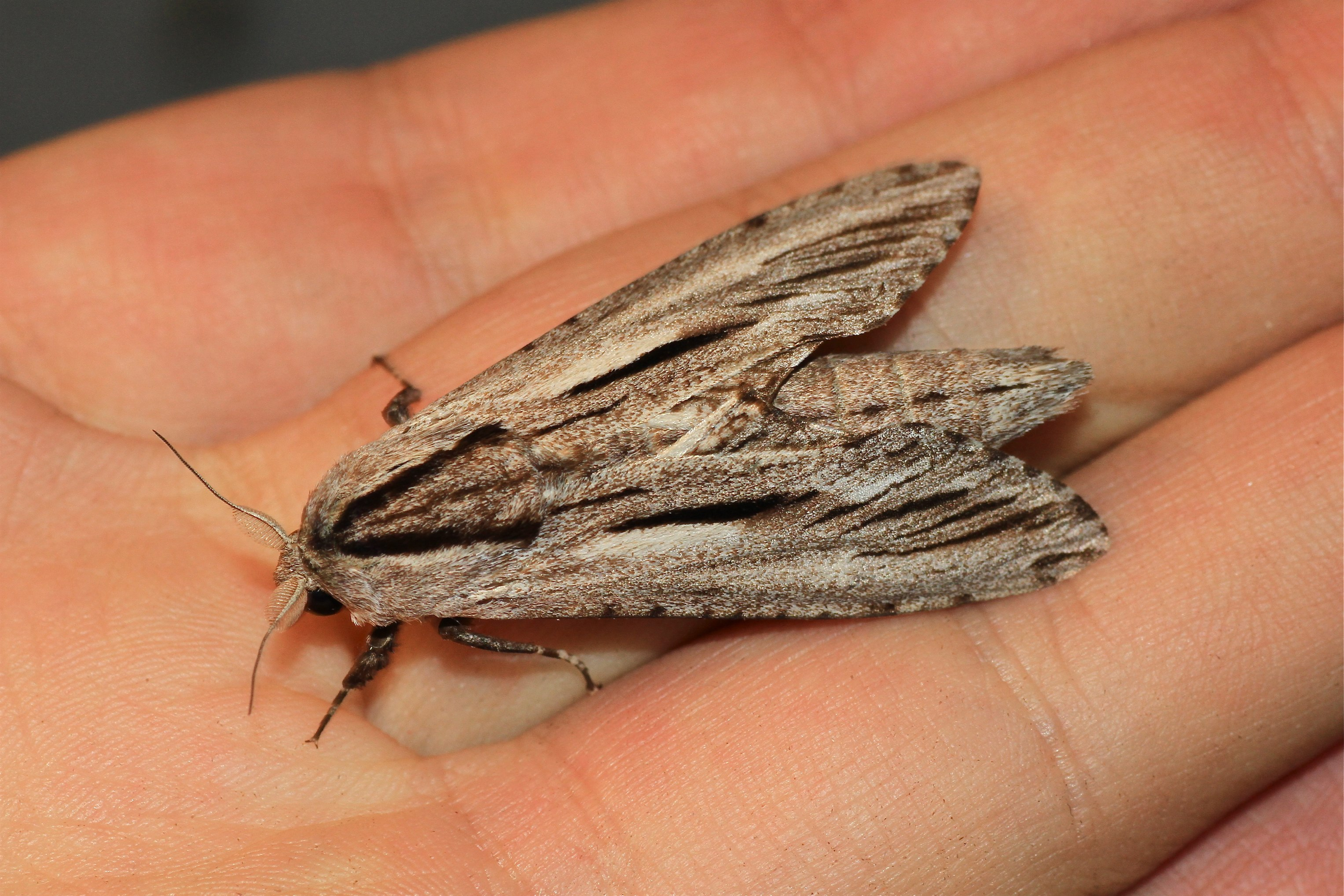
Panau adusta
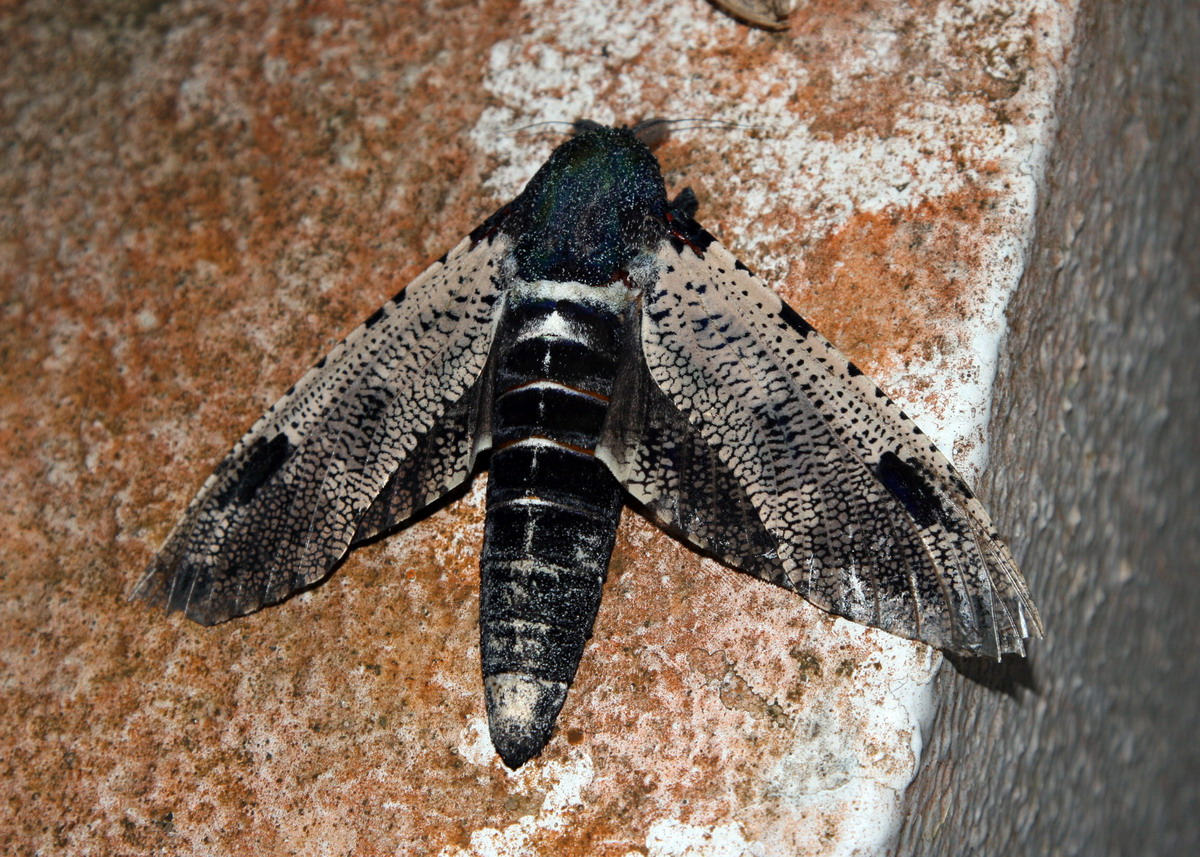
Xyleutes strix
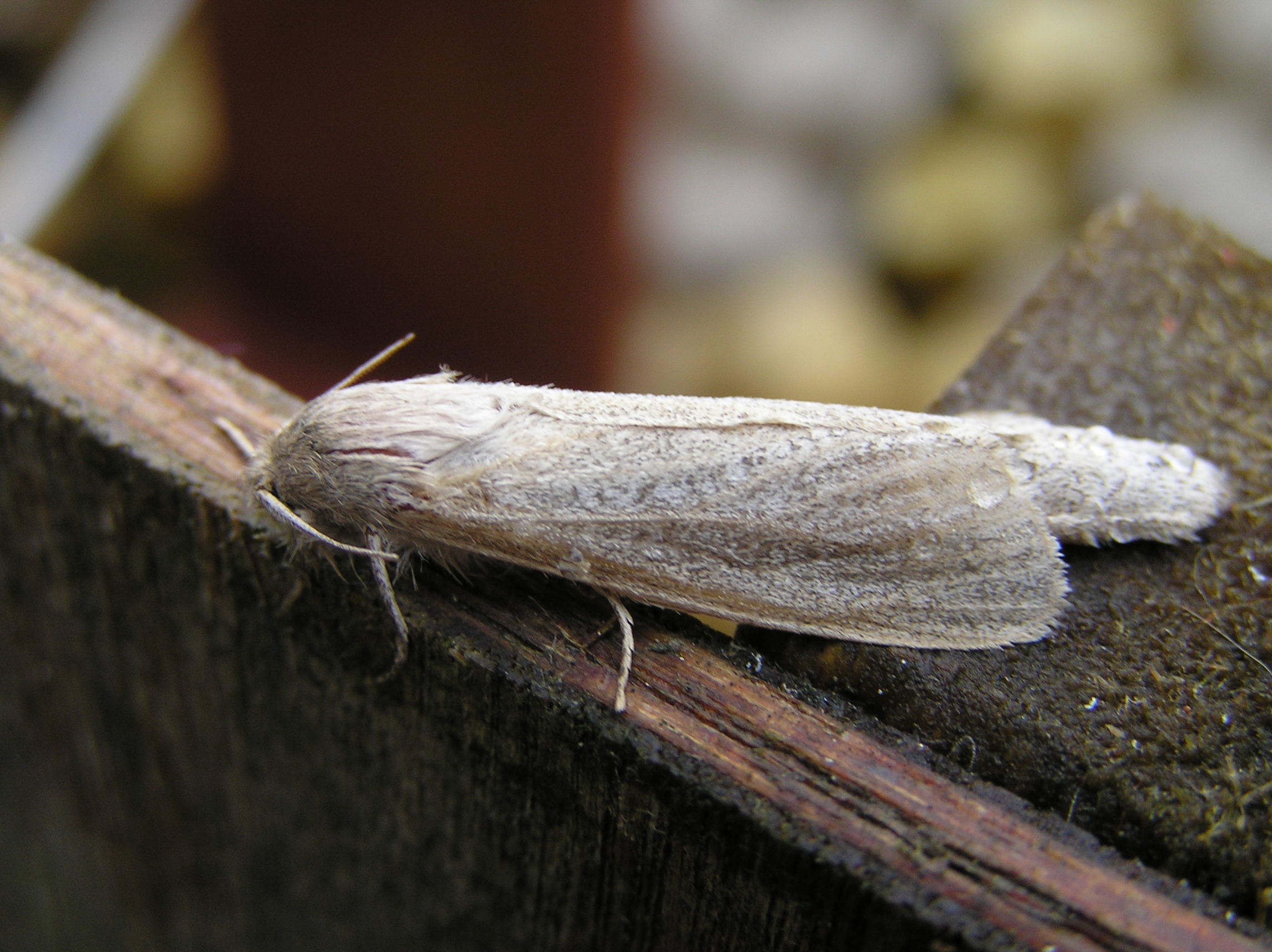
Phragmataecia castaneae Rietluipaard